# Lărgășeni
Lărgășeni – wieś w Rumunii, w okręgu Vrancea, w gminie Corbița. W 2011 roku liczyła 161
mieszkańców.